# Mengu Timur
Mengu Timur Uzbeko o Mongke Temor (trad. il Mongolo Temur) (ante 1266 – 1282) è stato un condottiero mongolo, Khan dell'Orda d'Oro dal 1266 al 1282. Gli succedette il fratello Tuda Mengu.

## Storia
Era figlio di Toqoqan Khan e Buka Ujin ed era il nipote del grande Batu Khan. Tra il 1269 ed il 1271 compì alcune scorrerie su Bisanzio, nel 1275 in Lituania e nel 1277 sul Caucaso.  Durante il suo regno i genovesi acquistarono la città di Caffa dai Mongoli.

## Discendenza
Ebbe 2 figli riconosciuti:
- Tokta, khan dell'Orda d'Oro dal 1291-1312
- Toghrildja, padre di Uz Bek